# Cyclacanthus
Cyclacanthus là chi thực vật có hoa trong họ Acanthaceae.